# Kanton Beaune-Nord
Beaune-Nord is een voormalig kanton van het Franse departement Côte-d'Or. Het kanton maakte deel uit van het arrondissement Beaune. Het werd opgeheven bij decreet van 18 februari 2014, met uitwerking op 22 maart 2015. Met uitzondering van Beaune zelf, werden de gemeenten opgenomen in het nieuwe kanton Ladoix-Serrigny.

## Gemeenten
Het kanton Beaune-Nord omvatte de volgende gemeenten:
- Aloxe-Corton
- Auxey-Duresses
- Beaune (deels, hoofdplaats)
- Bouilland
- Bouze-lès-Beaune
- Échevronne
- Mavilly-Mandelot
- Meloisey
- Meursault
- Monthelie
- Nantoux
- Pernand-Vergelesses
- Pommard
- Savigny-lès-Beaune
- Volnay